# Fijihök
Fijihök (Tachyspiza rufitorques) är en fågel i familjen hökar inom ordningen hökfåglar.

## Utseende och läte
Fijihöken är en liten hök med ljust gråblått på vingar och huvud, medan den på bröst, buk och i ett halsband är persikoröd. Ögonen är orangefärgade, liksom benen. Den är en ljudlig fågel som ofta avger ett högljutt och genomträngande "ki...ki...ki...". Inom dess utbredningsområde finns ingen förväxlingsrisk.

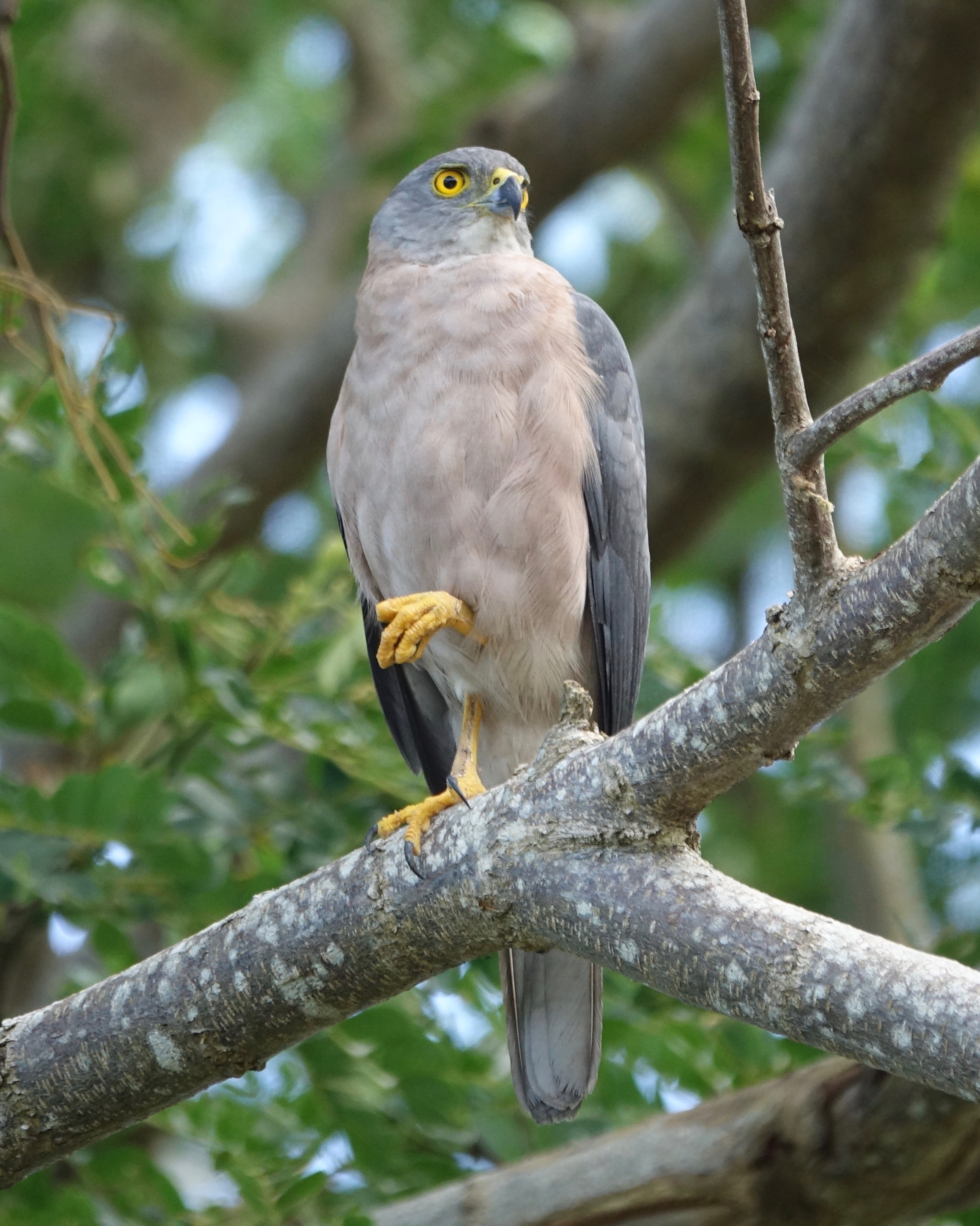

## Utbredning och systematik
Fågeln förekommer i  Fijiöarna, i de flesta miljöer med inslag av skog upp till 1200 meters höjd. Den behandlas som monotypisk, det vill säga att den inte delas in i några underarter.

### Släktskap
Arten placerades tidigare i släktet Accipiter. Genetiska studier visar dock att släktet så som det traditionellt är konstituerat är parafyletiskt, där kärrhökarna i Circus är inbäddade, men också släktena Erythrotriorchis och Megatriorchis. För att kärrhökarna ska kunna behållas i ett eget släkte delas därför Accipiter delas upp i flera mindre släkten, däriblamd Tachyspiza.

## Levnadssätt
Fijihöken hittas i alla typer av miljöer med tillgång på träd, från täta skogar till jordbruksmarker och till och med stadsparker. Den häckar mellan juli/augusti och november/december i skogar, skogsbryn, kokosplantage och i träd i gläntor eller på hyggen. Födan består av småfåglar upp till fijikejsarduvans storlek. Den tar också ibland höns och framför allt den invasiva brunmajnan. Även gnagare, ödlor, kräftdjur och större insekter ingår i födan och den har noterats fånga småfisk och räkor på grunt vatten.

## Status
Fijihöken har en liten världspopulation uppskattad till mellan endast 1 000 och 10 000 individer. Beståndet tros dock vara stabilt. Internationella naturvårdsunionen IUCN kategoriserar därför arten som livskraftig.